# Clam chowder

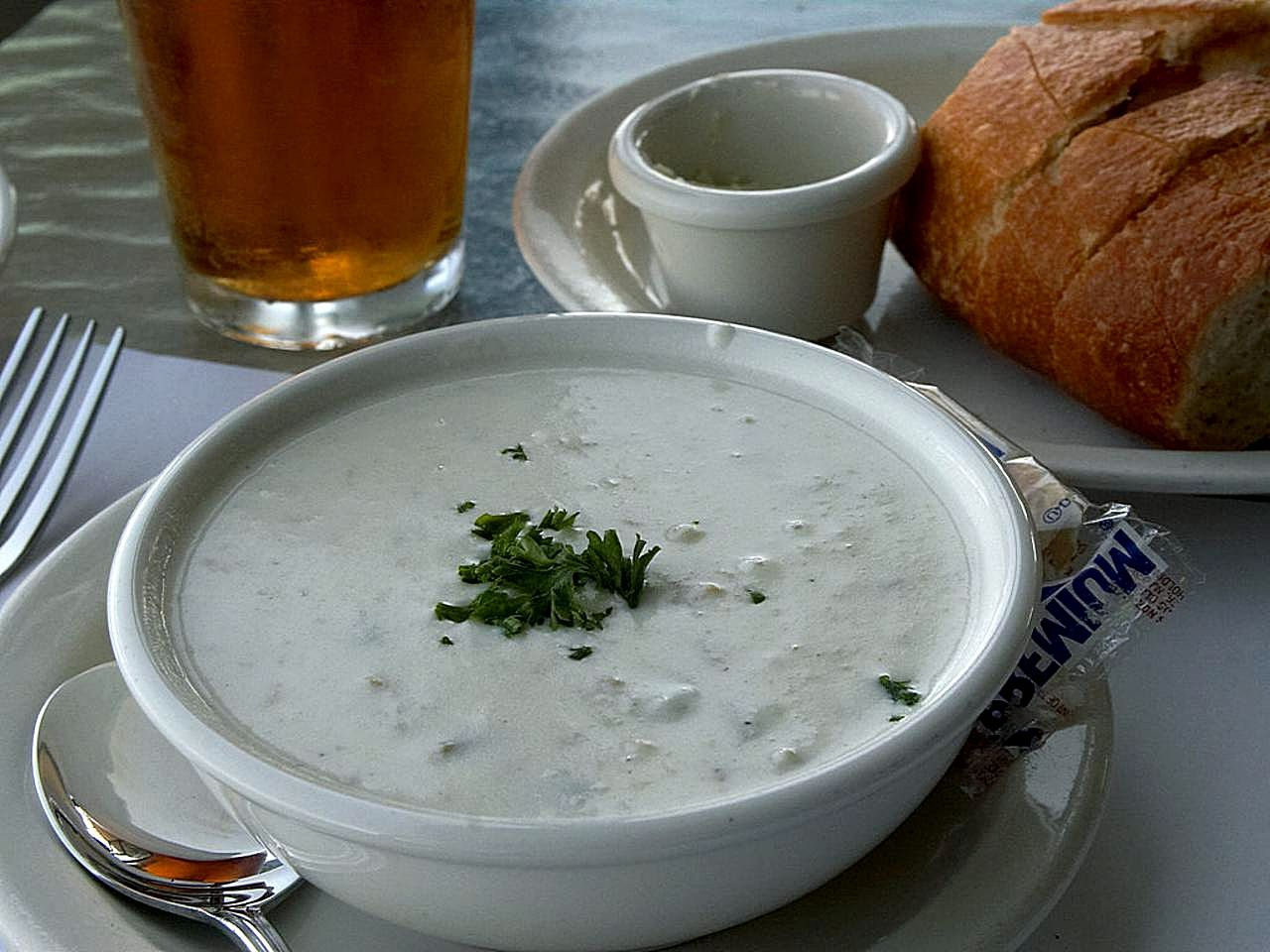
Clam chowder

Clam chowder is een traditionele soep uit het noordoosten van de Verenigde Staten en Canada. De dikke soep bevat schelpdieren zoals mosselen of kokkels (clams). Er wordt aangenomen dat mosselen werden gebruikt in chowder vanwege het relatieve gemak om ze te oogsten. Clam chowder wordt vaak geserveerd met zoute crackers.
Chowder kan ook gemaakt worden met andere ingrediënten zoals maïs chowder en vis chowder. 

## Varianten
Het gerecht ontstond in het noordoosten van de Verenigde Staten, maar wordt nu in restaurants door het hele land geserveerd. Er bestaan veel regionale variaties, maar de drie meest voorkomende zijn: 
- New England Chowder, " white clam chowder" met melk of room en een witte kleur
- Manhattan Chowder, "red clam chowder" met tomaten en een duidelijk rode kleur
- Rhode Island Chowder, "clear clam chowder" zonder melk en tomaten en een heldere bouillon

## Geschiedenis
De oorsprong van deze clam chowder en chowder in het algemeen zou in Frankrijk liggen; de chowder zou in de 17e of 18e eeuw door Franse zeelieden naar New England en Nova Scotia zijn gebracht. In eerste instantie werd melk gebruikt in plaats van room en werd scheepsbeschuit gebruikt om de chowder in te dikken.
Het eerste recept voor de Manhattan Chowder werd al voor 1919 gepubliceerd, maar kreeg zijn huidige naam pas in 1934. In 1939 overwoog de staat Maine het gebruik van tomaten in clam chowder te verbieden, maar het wetsvoorstel werd niet aangenomen.

## Bereiding
De soep wordt gemaakt van schelpen zoals mosselen, kokkels, spek of gezouten varkensvlees, aardappelblokjes, uien, andere groenten, kruiden zoals dille en tijm en specerijen. Volgens een oud recept worden de ingrediënten om en om in lagen aan de pan toegevoegd, waarbij elke laag apart wordt gekruid. Het geheel wordt vervolgens aangevuld met water of bouillon en langzaam gestoofd.
Clam chowder is ook verkrijgbaar als diepvriesmaaltijd of in blik.